# Tommaso Pasquale Gizzi
Tommaso Pasquale Gizzi, italijanski rimskokatoliški duhovnik, škof in kardinal, * 22. september 1787, Ceccano, † 3. junij 1849.

## Življenjepis
2. septembra 1810 je prejel duhovniško posvečenje.
18. februarja 1839 je bil imenovan za naslovnega nadškofa Teb in 21. aprila istega leta je prejel škofovsko posvečenje.
31. maja 1839 je bil imenovan za apostolskega nuncija v Švici.
12. julija 1841 je bil povzdignjen v kardinala in pectore.
22. januarja 1844 je bil ponovno povzdignjen v kardinala in imenovan za kardinal-duhovnika S. Pudenziana.
8. avgusta 1846 je bil imenovan za državnega sekretarja Rimske kurije.